# Liste der Pfarren im Dekanat Herzogenburg
Das Dekanat Herzogenburg ist ein Dekanat der römisch-katholischen Diözese St. Pölten.

## Pfarren mit Kirchengebäuden und Kapellen
| Ort                       | Pfarrverband                             | Ink.                  | Seit             | Patrozinium                | Kirchengebäude und Kapellen                                                   | Bild |
| ------------------------- | ---------------------------------------- | --------------------- | ---------------- | -------------------------- | ----------------------------------------------------------------------------- | ---- |
| Getzersdorf               |                                          | Göttweig (OSB)        | um 1350          | Hl. Michael                | Pfarrkirche Getzersdorf                                                       |      |
| Gutenbrunn-Heiligenkreuz  |                                          |                       | 1379, neu 1710   | Mariä Himmelfahrt          | Pfarrkirche Gutenbrunn-Heiligenkreuz                                          |      |
| Heiligeneich              |                                          |                       | 14. Jh. und 1792 | Hll. Philipp und Jakob     | Pfarrkirche Heiligeneich                                                      |      |
| Herzogenburg              |                                          | Herzogenburg (CanReg) | 1014             | Hll. Georg und Stephan     | Stiftskirche Herzogenburg                                                     |      |
| Inzersdorf ob der Traisen |                                          | Herzogenburg (CanReg) | um 1140          | Hl. Petrus                 | Pfarrkirche Inzersdorf ob der Traisen                                         |      |
| Kapelln                   |                                          |                       | 11. Jh.          | Hl. Petronilla             | Pfarrkirche Kapelln Filialkirche Katzenberg                                   |      |
| Maria Jeutendorf          | Böheimkirchen (auch Dekanat Neulengbach) |                       | 1784             | Schmerzhafte Mutter Gottes | Wallfahrtskirche Maria Jeutendorf Kloster Maria Jeutendorf                    |      |
| Nußdorf ob der Traisen    |                                          | Herzogenburg (CanReg) | 1324             | Hl. Johannes der Täufer    | Pfarrkirche Nußdorf ob der Traisen                                            |      |
| Reidling                  |                                          | Herzogenburg (CanReg) | 1334             | Hl. Jakobus der Ältere     | Pfarrkirche Reidling                                                          |      |
| St. Andrä an der Traisen  |                                          | Herzogenburg (CanReg) | 1160             | Hl. Andreas                | Pfarrkirche St. Andrä an der Traisen                                          |      |
| Stollhofen                |                                          | Herzogenburg (CanReg) | 1343             | Hl. Martin                 | Pfarrkirche Stollhofen                                                        |      |
| Traismauer                |                                          |                       | 1198             | Hl. Rupert                 | Pfarrkirche Traismauer                                                        |      |
| Perschling                |                                          |                       | 1783             | Hll. Simon und Judas       | Pfarrkirche Weißenkirchen an der Perschling Filialkirche Perschling-Haselbach |      |

## Dekanat Herzogenburg
Es umfasst 13 Pfarren.

## Dechanten
- seit 2016 Josef Seeanner, Pfarrer in Traismauer und Stollhofen[1]